# Fehérorosz labdarúgó-bajnokság (első osztály)
A fehérorosz labdarúgó-bajnokság első osztálya (belarusz nyelven: Вышэйшая ліга) a legmagasabb szintű labdarúgó-bajnokság Fehéroroszországban. Az 1992-ben alapított liga legsikeresebb csapata az BATE Bariszav, amely eddig tizenöt alkalommal nyerte meg a bajnoki címet.
2008-ban a BATE Bariszav első fehérorosz csapatként bejutott a Bajnokok Ligája csoportkörébe.

## Története
A Szovjetunió 1992-es felbomlását követően alapított labdarúgó-bajnokságot kezdetben a szovjet bajnoki címmel is rendelkező Dinama Minszk uralta: az első öt kiírást megnyerte. 

## A bajnokság rendszere
Minden csapat kétszer játszik a bajnokság többi egyesületével hazai-idegenbeli rendszerben, összesen 36 mérkőzést. A győzelmekért három, a döntetlenekért egy, míg a vereségekért nulla pont jár. Ha két csapat azonos pontszámot gyűjtött, úgy rangsorolásuk a győzelmek száma, a gólkülönbség és további szempontok alapján történik. Amennyiben az első helyen két csapat azonos pontszámmal végez, úgy rangsorolásuk a győzelmek száma és az egymás elleni eredményeik alapján történik. Amennyiben mind a győzelmek száma, mind az egymás elleni eredményük azonos, úgy a bajnoki címért rájátszás kerül kiírásra.
A bajnokság utolsó két helyén végzett csapata a másodosztályba (Persaja Liha) esik ki.
Az európai labdarúgó-bajnokságok megszokott rendszerétől eltérően az fehérorosz bajnokságok küzdelmeit kora tavasztól késő őszig rendezik meg, tekintettel a zord téli időjárásra.

## Korábbi dobogósok
| Szezon    | Bajnok                     | Ezüstérmes                 | Bronzérmes            |
| --------- | -------------------------- | -------------------------- | --------------------- |
| 1992      | Dinama Minszk              | Dnyapro-Transzmas Mahiljov | Dinama Breszt         |
| 1992–1993 | Dinama Minszk              | KIM Vicebszk               | Belarusz Minszk       |
| 1993–1994 | Dinama Minszk              | Dinama-93 Minszk           | KIM Vicebszk          |
| 1994–1995 | Dinama Minszk              | Dzvina Vicebszk            | Dinama-93 Minszk      |
| 1995      | Dinama Minszk              | MPKC Mazir                 | Dinama-93 Minszk      |
| 1996      | MPKC Mazir                 | Dinama Minszk              | Belsina Babrujszk     |
| 1997      | Dinama Minszk              | Belsina Babrujszk          | Lakamativ-96 Vicebszk |
| 1998      | Dnyapro-Transzmas Mahiljov | BATE Bariszav              | Belsina Babrujszk     |
| 1999      | BATE Bariszav              | Szlavija-Mazir             | FK Homel              |
| 2000      | Szlavija-Mazir             | BATE Bariszav              | Dinama Minszk         |
| 2001      | Belsina Babrujszk          | Dinama Minszk              | BATE Bariszav         |
| 2002      | BATE Bariszav              | Nyoman Hrodna              | Sahcjor Szalihorszk   |
| 2003      | FK Homel                   | BATE Bariszav              | Dinama Minszk         |
| 2004      | Dinama Minszk              | BATE Bariszav              | Sahcjor Szalihorszk   |
| 2005      | Sahcjor Szalihorszk        | Dinama Minszk              | MTZ-RIPA              |
| 2006      | BATE Bariszav              | Dinama Minszk              | Sahcjor Szalihorszk   |
| 2007      | BATE Bariszav              | FK Homel                   | Sahcjor Szalihorszk   |
| 2008      | BATE Bariszav              | Dinama Minszk              | MTZ-RIPA              |
| 2009      | BATE Bariszav              | Dinama Minszk              | Dnyapro Mahiljov      |
| 2010      | BATE Bariszav              | Sahcjor Szalihorszk        | FK Minszk             |
| 2011      | BATE Bariszav              | Sahcjor Szalihorszk        | FK Homel              |
| 2012      | BATE Bariszav              | Sahcjor Szalihorszk        | Dinama Minszk         |
| 2013      | BATE Bariszav              | Sahcjor Szalihorszk        | Dinama Minszk         |
| 2014      | BATE Bariszav              | Dinama Minszk              | Sahcjor Szalihorszk   |
| 2015      | BATE Bariszav              | Dinama Minszk              | Sahcjor Szalihorszk   |
| 2016      | BATE Bariszav              | Sahcjor Szalihorszk        | Dinama Minszk         |
| 2017      | BATE Bariszav              | Dinama Minszk              | Sahcjor Szalihorszk   |
| 2018      | BATE Bariszav              | Sahcjor Szalihorszk        | Dinama Minszk         |
| 2019      | Dinama Breszt              | BATE Bariszav              | Sahcjor Szalihorszk   |
| 2020      | Sahcjor Szalihorszk        | BATE Bariszav              | Tarpeda Zsodzina      |
| 2021      | Sahcjor Szalihorszk        |                            |                       |

### Összesítésben
| Csapat                        | Bajnoki címek |
| ----------------------------- | ------------- |
| FK BATE Bariszav              | 15            |
| FK Dinama Minszk              | 7             |
| FK Sahcjor Szalihorszk        | 3             |
| FK Szlavija-Mazir             | 2             |
| FK Dnyapro-Transzmas Mahiljov | 1             |
| FK Belsina Babrujszk          | 1             |
| FK Homel                      | 1             |
| Dinama Breszt                 | 1             |